# Afrikakapelle

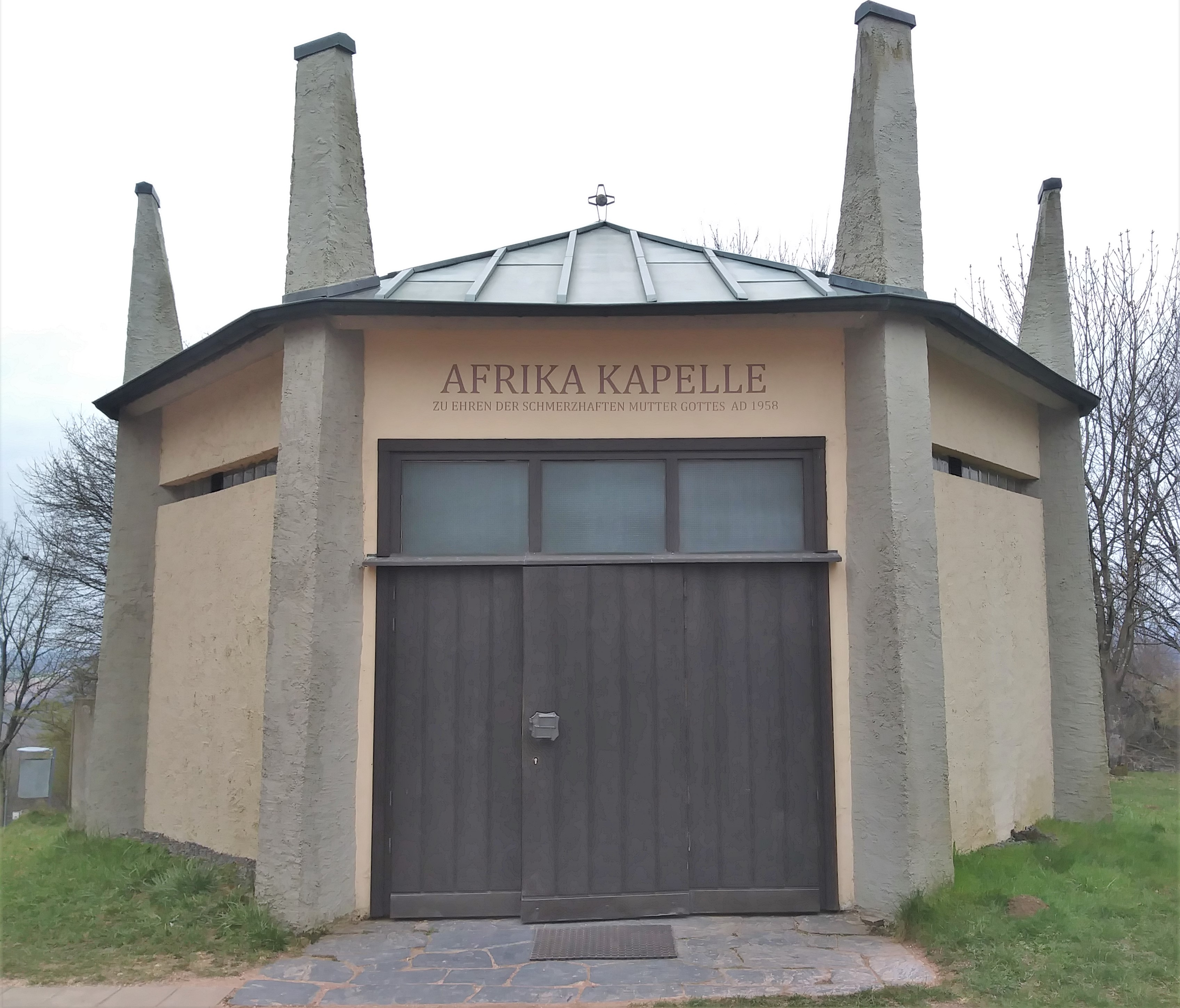

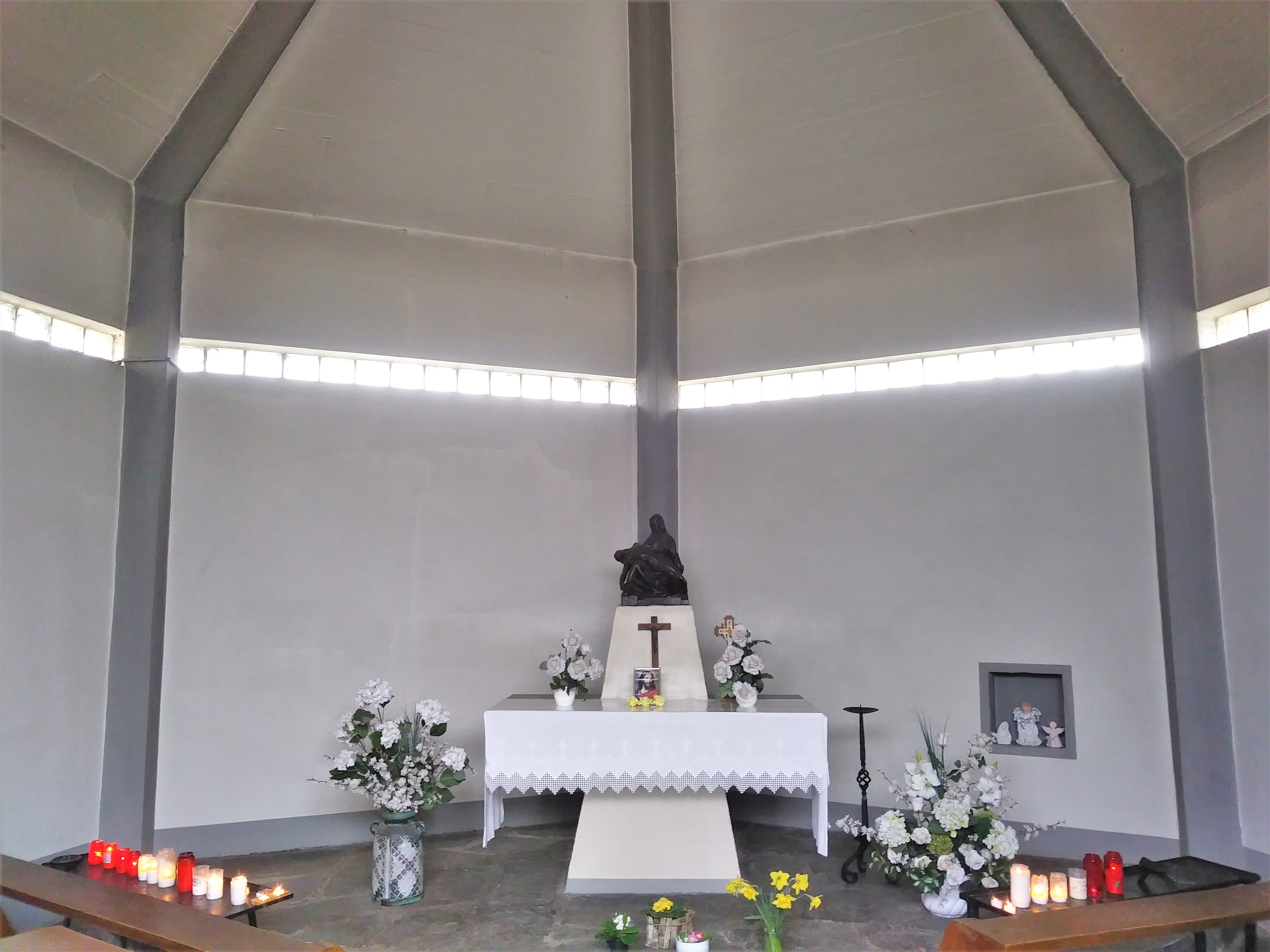

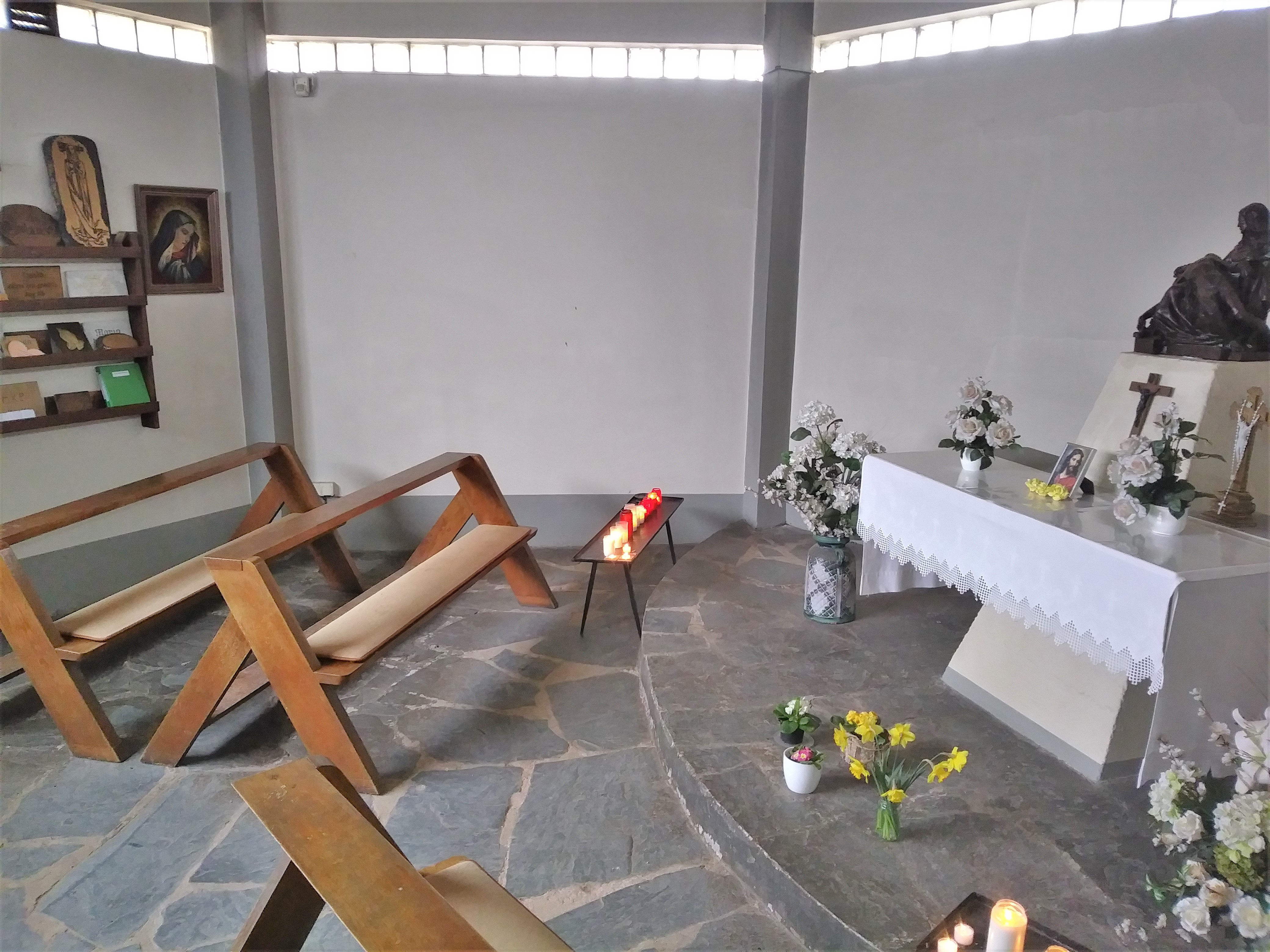

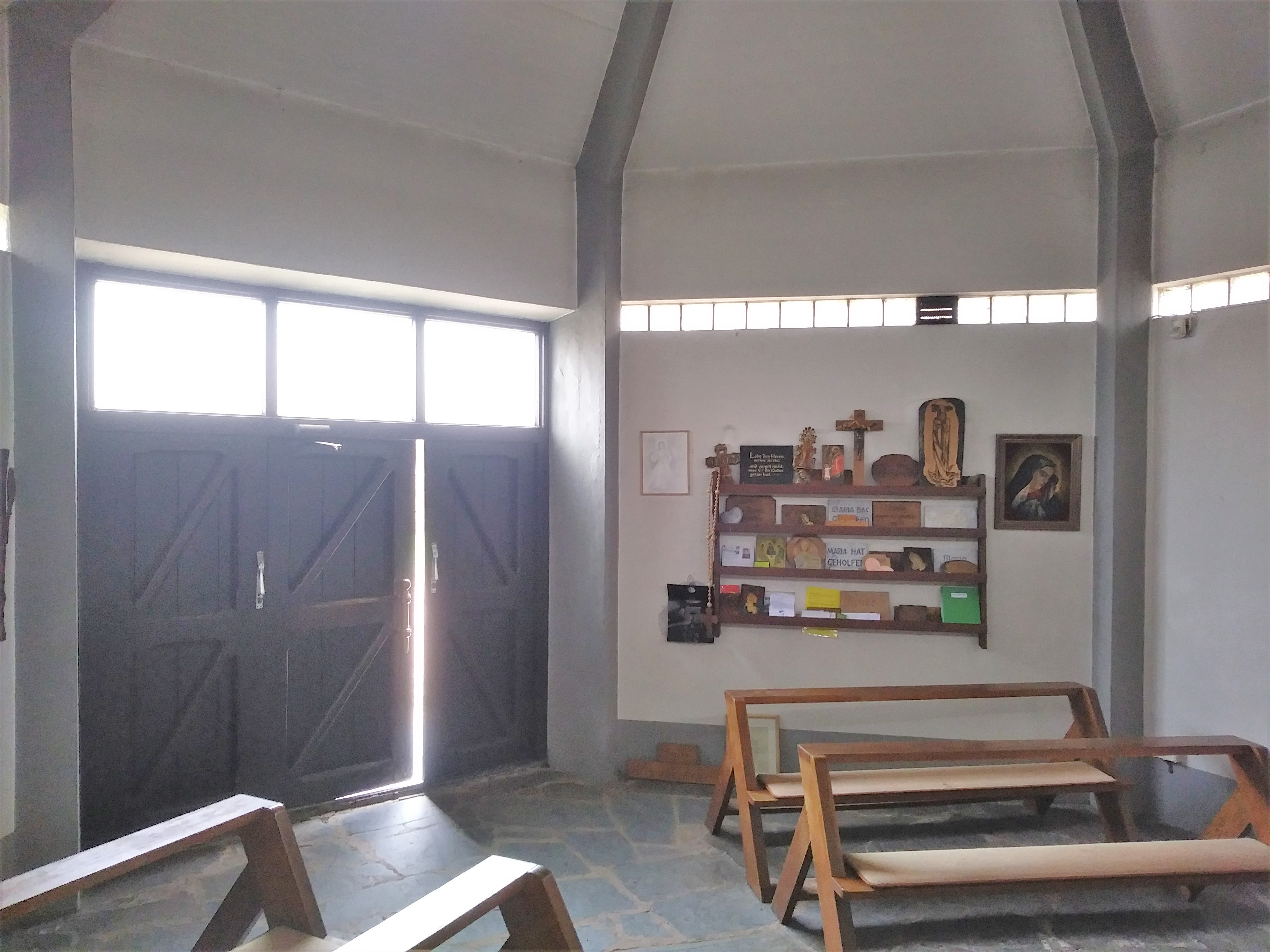

Die Afrikakapelle ist ein sakrales Bauwerk auf dem Schaumberg bei Tholey. Sie trägt das Patrozinium Zu den Sieben Schmerzen unserer lieben Frau von Afrika.

## Geschichte
Die Geschichte der Kapelle reicht in die Zeit kurz nach dem Zweiten Weltkrieg zurück, als im Kriegsgefangenenlager Ram-Ram im Süden Marokkos bis zu 4000 Kriegsgefangene inhaftiert waren. Die Gefangenen fanden Trost in ihrem Glauben und so kam es, dass sie für eine als Kapelle genutzte Baracke Ausstattungsstücke fertigten, darunter auch eine Pietà als Darstellung der Schmerzerfüllten Muttergottes. Diese Pietà wurde nach der Rückkehr der Gefangenen in ihre Heimat 1948 zunächst in die Abtei Tholey gebracht. Aufgrund eines Gelöbnisses der Gefangenen wurde 1957 auf dem Nordhang des Schaumberges der Grundstein für die heutige Afrikakapelle gelegt, die am 14. September 1958 durch den Tholeyer Abt Petrus Borne feierlich benediziert wurde.

## Baubeschreibung
Das Gebäude besitzt in Anlehnung an das Patrozinum der sieben Schmerzen Mariens einen siebeneckigen Grundriss. Die sieben Betonpfeiler an den Ecken ragen spitz über die Dachkante der Kapelle hinaus. Im Innern biegen die sieben Eckpfeiler ab und treffen sich im höchsten Punkt des zeltförmigen Daches, das an dieser Stelle von einem kleinen Kreuz bekrönt wird. Unterhalb der Decke zieht sich ein schmales Fensterband aus Glasbausteinen um die gesamte Kapelle. Auf der dem Eingang gegenüberliegenden Seite befindet sich eine leicht erhöhte Altarinsel und auf dem Altar die Pietà der Schwarzen Madonna, die der Kapelle ihren Namen gab.